# Helena von Moskau

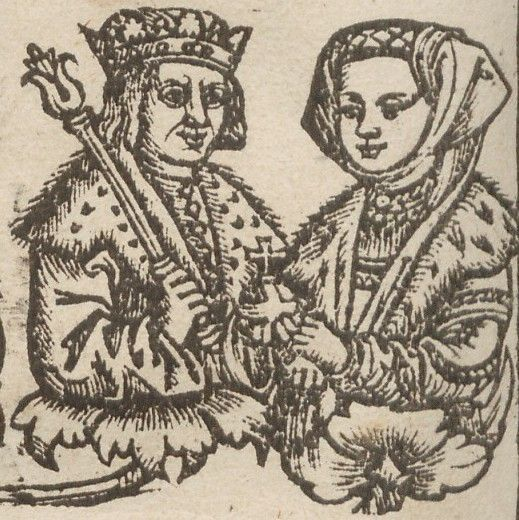
Alexander und Helena

Helena von Moskau (polnisch Helena Iwanowna Moskiewska, russisch Елена Ивановна; * 19. Mai 1476 in Moskau; † 20. Januar 1513 in Vilnius) war ab 1495 durch Heirat Großfürstin von Litauen und ab 1501 Titularkönigin von Polen aus der Dynastie der Rurikiden. Da sie nicht zum katholischen Glauben konvertierte, durfte sie nach dem polnischen Recht nicht zur Königin gekrönt werden.

## Leben
Helena wurde als Tochter des Großfürsten von Moskau Iwan III. und dessen Gemahlin, der byzantinischen Prinzessin Sofia Palaiologa, einer Nichte von Kaiser Konstantin XI., des letzten Kaisers von Byzanz, im Moskauer Kreml geboren.
Am 18. Februar 1495 wurde sie in Vilnius mit Großfürst Alexander von Litauen, dem späteren König von Polen vermählt. Die Verbindung sollte die Beziehungen zwischen dem Großfürstentum Litauen und dem Großfürstentum Moskau verbessern. Die Versuche Alexanders, sie entgegen seinen Zusagen zum katholischen Glauben zu konvertieren, waren jedoch mitverantwortlich für den Russisch-Litauischen Krieg 1500–1503. Bis zum Tode Alexanders 1506 versuchte Helena, zwischen ihrem Ehegatten und Vater Iwan zu vermitteln.
Helena war sehr gebildet und umgab sich am königlichen Hof mit zahlreichen polnischen Humanisten. Sie galt als Schirmherrin der zahlreichen orthodoxen ruthenischen Bevölkerung des Großfürstentums Litauen.
Nach dem Tod Alexanders drängte der neue König Sigismund I. Helena in Anbetracht ihres Ansehens unter den Orthodoxen dazu, die Idee einer katholisch-orthodoxen Kirchenunion zu unterstützen, was sie jedoch ablehnte. Der verärgerte König verbannte sie vom Hof, verbot ihr aber auch eine Ausreise nach Moskau zu ihrem Bruder Wassili III. Ihr Versuch im Jahre 1512, die Grenze heimlich zu überqueren, führte zu ihrer Verhaftung. Dies wurde zum Casus Belli für den neuen Russisch-Litauischen Krieg 1512–1522, im Zuge dessen Litauen Smolensk verlor.
Helena starb kurz nach ihrer Verhaftung erst 37-jährig am 20. Januar 1513. Die Historiker vermuten eine Vergiftung. Sie wurde an der Seite ihres Gemahls in der Kathedrale von Vilnius beigesetzt.
Aus der Ehe mit König und Großfürst Alexander gingen keine Kinder hervor.